# Stvoření (Haydn)
Stvoření (německy Die Schöpfung, Hob. XXI:2) je oratorium německého skladatele Josepha Haydna z roku 1798.

## Historie
Při svém pobytu v Anglii se Haydn inspiroval velkými oratorii Georga Friedricha Händela a pokusil se vytvořit obdobné dílo ve stylu vídeňského klasicismu. Oratorium vznikalo od října 1796 do dubna 1798 a je alegorií na téma stvoření světa, tak, jak je popisována v 1. knize Mojžíšově biblických příběhů.
Die Schöpfung bylo poprvé uvedeno při soukromé premiéře pro Františka Josefa Maxmiliána, knížete z Lobkovic na zámku Jezeří. Veřejná premiéra se pak konala 29. a 30. dubna 1798 ve Vídni, v dnes již neexistujícím Schwarzenberském paláci na náměstí Neuer Markt.